# Sinucidere
Sinuciderea sau suicidul (în latină suicidium, de la sui caedere, „a se omorî”) reprezintă acțiunea unei persoane de a-și cauza propria moarte.
Suicidul este de cele mai multe ori comis din disperare, a cărei cauză este adesea atribuită unei boli mentale cum ar fi depresia, tulburarea bipolară, schizofrenia, alcoolismul sau dependența de droguri. Adesea joacă un rol și factorii de stres ca problemele financiare sau problemele ivite în relațiile interpersonale. Printre eforturile de prevenire a sinuciderii se numără și restricționarea accesului la arme de foc, tratarea afecțiunilor mentale și abuzului de droguri și îmbunătățirea dezvoltării economice.

Rata sinuciderilor din România (2011)

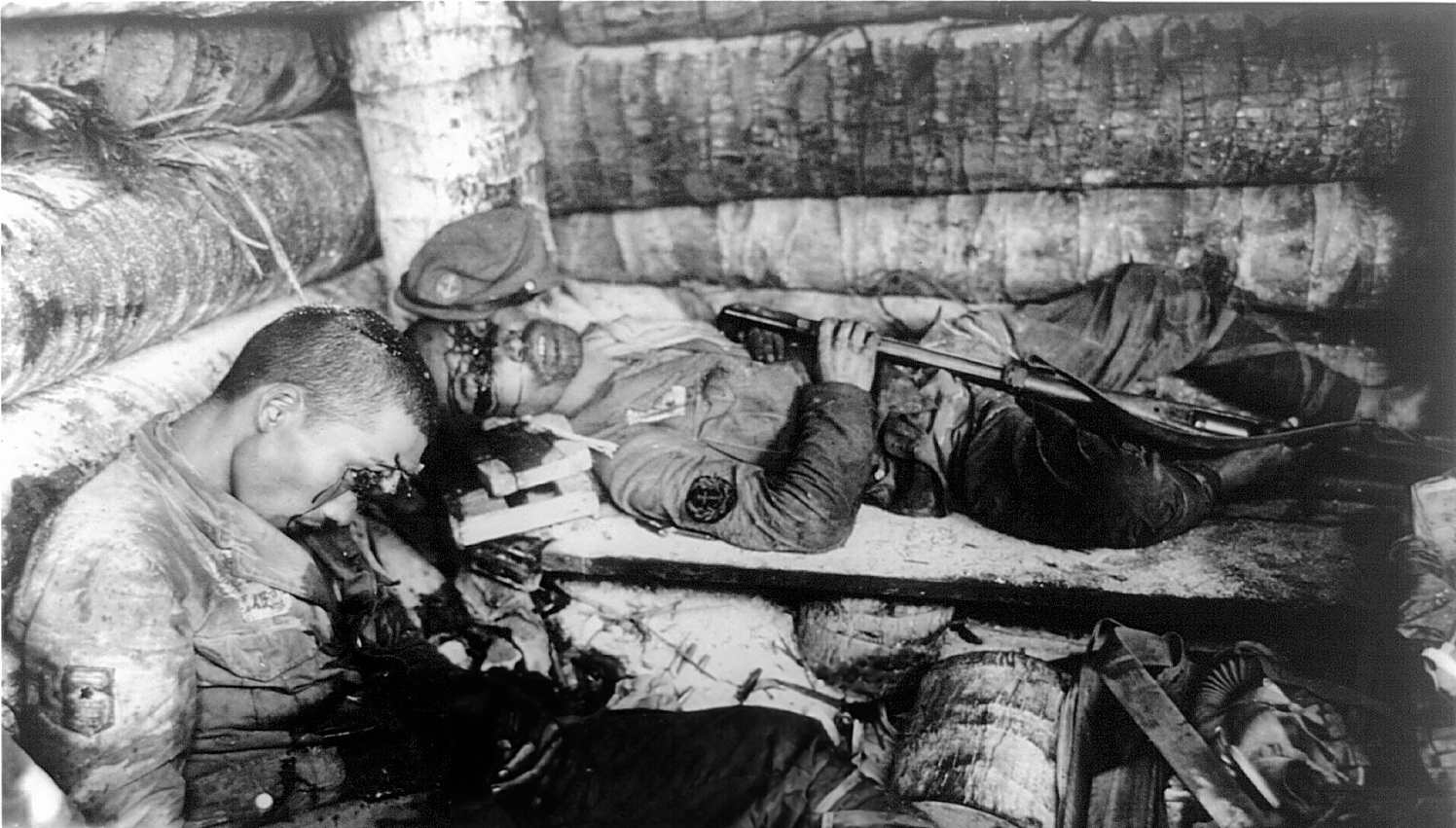
Doi soldaţi japonezi care s-au sinucis prin împușcare, pentru a nu fi luați prizonieri de americani, Tarawa, Insulele Gilbert din Pacific, 1943.

Metoda utilizată cel mai des pentru sinucidere variază în funcție de țară și este parțial legată de disponibilitate. Metodele cele mai comune includ: spânzurarea, otrăvirea cu pesticide și împușcarea. Anual se sinucid între 800.000 și un milion de oameni, aceasta fiind a zecea cauză a mortalității la nivel mondial. Procentajul este mai mare la bărbați decât la femei, bărbații prezentând o probabilitate de sinucidere de trei până la patru ori mai mare în comparație cu femeile. În fiecare an au loc între 10 și 20 de milioane de tentative de suicid non-fatale. Tentativele sunt mai des întâlnite la tineri și femei.
Părerile privind sinuciderea au fost influențate de teme fundamentale ale existenței, cum ar fi religia, onoarea și sensul vieții. Religiile avraamice consideră în mod tradițional sinuciderea drept o ofensă adusă lui Dumnezeu ca urmare a credinței în sanctitatea vieții. În timpul erei samurailor în Japonia, seppuku era considerat drept o modalitate de ispășire în caz de eșec sau o formă de protest. Sati, practica funerară  hindusă, ilegală în prezent, presupunea ca văduva să se auto-incendieze pe rugul funerar al soțului său, de bună voie sau sub presiunea familiei și societății.
Deși în trecut sinuciderea și tentativa de suicid erau pasibile de pedeapsă din punct de vedere legal, acest lucru nu mai este valabil în majoritatea statelor occidentale. Rămân însă infracțiuni penale în majoritatea țărilor islamice. În secolele al XX-lea și al XXI-lea sinuciderea prin auto-incendiere a fost utilizată ca modalitate de protest, iar kamikaze și atentatele sinucigașe cu bombă au fost utilizate drept tactici militare și de terorism.

## Definiții
Suicidul, numit de asemenea și sinucidere finalizată, reprezintă „acțiunea de a-și lua viața”. Tentativa de suicid sau comportamentul suicidal non-fatal se referă la auto-rănire cu scopul de a-și lua viața, însă care nu duce la moarte. Sinuciderea asistată este atunci când o persoană o ajută pe alta să-și pună capăt vieții, în mod indirect, furnizându-i sfaturi sau mijloace pentru a se omorî. Aceasta se deosebește de eutanasie, în care o altă persoană joacă un rol mai activ în cauzarea decesului cuiva. Ideația suicidară se referă la gândurile unei persoane de a-și lua viața.

## Factori de risc

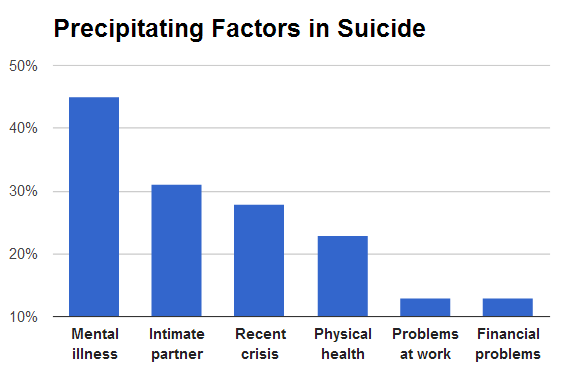
Circumstanțele ce grăbesc sinuciderea, situația din 16 state americane în 2008.

Factorii ce influențează riscul de sinucidere includ bolile psihice, abuzul de droguri, stări psihologice, situații culturale, familiale și sociale și genetica. Bolile mentale și abuzul de substanțe co-există în mod frecvent. Alți factori de risc includ tentative anterioare de suicid, disponibilitatea unui mijloc de a comite această acțiune, cazuri de suicid în familie sau existența unui traumatism cranio-cerebral. De exemplu, s-a constatat că rata sinuciderii este mai mare în casele unde există arme de foc decât în celelalte. Factori socio-economici ca șomajul, sărăcia, lipsa unui adăpost și discriminarea pot determina gânduri sinucigașe. Aproximativ 15–40% din oameni lasă un bilet de adio. Se pare că genetica determină între 38% și 55% din comportamentele suicidare. Veteranii de război prezintă un risc mai mare de sinucidere, în mare parte din cauza unei frecvențe mai ridicate a bolilor mentale și problemelor fizice legate de război.

### Boli psihice
Bolile psihice sunt deseori prezente la momentul sinuciderii, cu estimări de la 27% până la mai mult de 90%. Printre cei care au fost internați într-un spital psihiatric, riscul unei sinucideri reușite pe parcursul vieții este de aproximativ 8,6%. Jumătate dintre persoanele care se sinucid pot avea tulburare depresivă majoră; această afecțiune sau altă tulburare de dispoziție cum ar fi tulburarea bipolară crește riscul sinuciderii de 20 de ori. Alte afecțiuni implicate includ schizofrenia (14%), tulburarea de personalitate (14%), tulburarea bipolară și sindromul de stres posttraumatic. Aproximativ 5% dintre oamenii ce suferă de schizofrenie se sinucid. Tulburările de alimentație reprezintă un alt risc înalt.
Tentativele anterioare de suicid sunt cel mai important indicator al unei posibile sinucideri. Aproximativ 20% din sinucigași au avut o tentativă anterioară și dintre cei care au încercat să se sinucidă 1% reușesc să se sinucidă în decurs de un an  iar peste 5% se sinucid după 10 ani. Cu toate că acțiunile de auto-rănire nu sunt privite ca tentative de suicid, existența unui comportament auto-vătămător este legată de un risc mare de suicid.
În aproximativ 80% din cazurile de sinucidere reușită, persoana respectivă a consultat un medic pe parcursul anului precedent decesului, inclusiv 45% în decursul lunii precedente. Aproximativ 25–40% dintre cei care s-au sinucis au avut contact cu servicii din domeniul sănătății mentale în anul precedent.

### Abuzul de substanțe

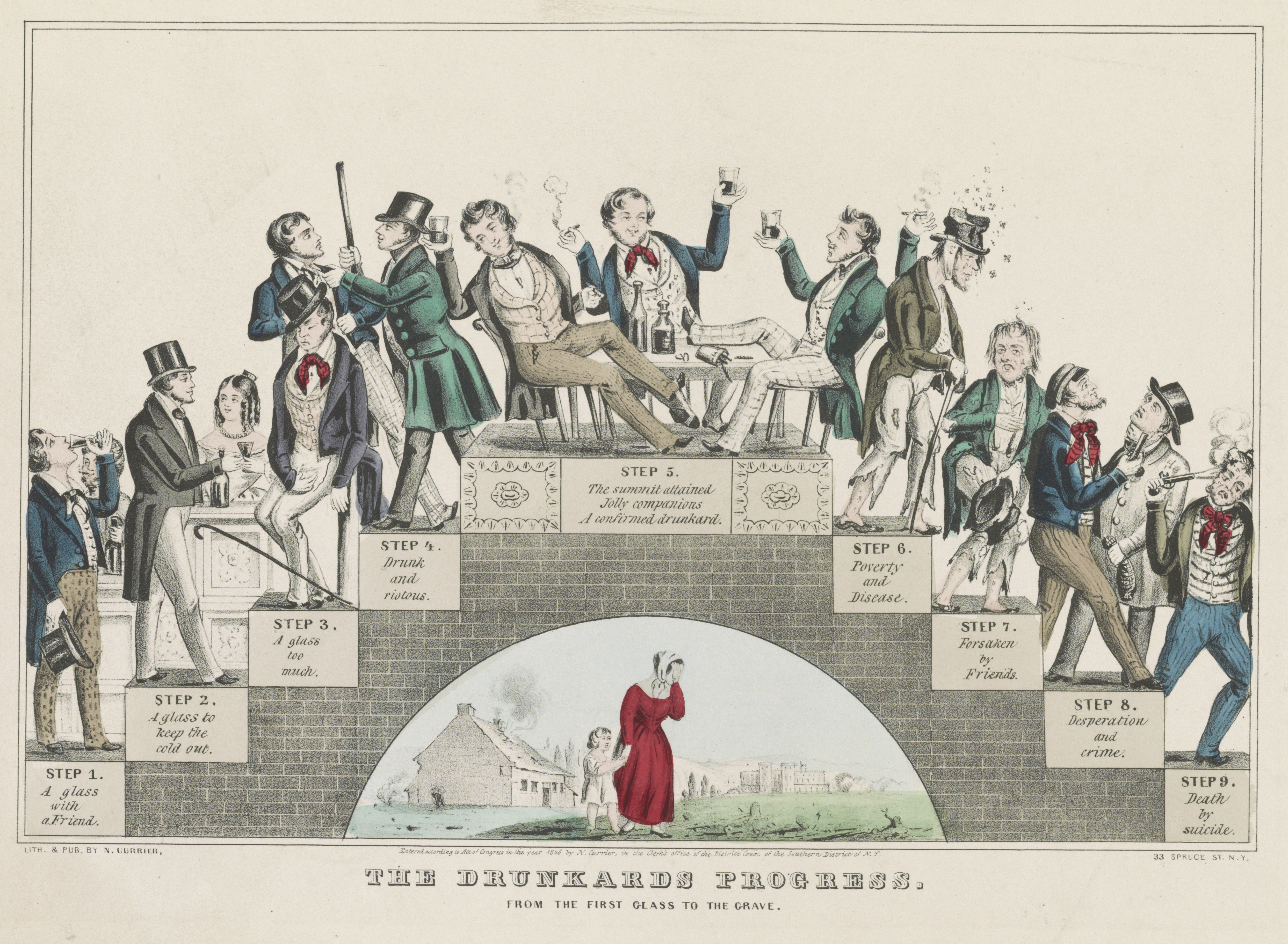
„Cariera bețivului”, 1846, ilustrează modul în care alcoolismul poate duce la suicid

Abuzul de substanțe este al doilea factor de risc pentru suicid, după depresia majoră și tulburarea bipolară. Atât abuzul cronic de substanțe, cât și intoxicația acută sunt asociate. Atunci când se combină cu o durere personală, cum ar fi doliul, riscul crește. În plus, abuzul de substanțe este asociat cu tulburările mentale.
Majoritatea persoanelor se află sub influența substanțelor sedativ-hipnotice (cum ar fi alcoolul sau benzodiazepinele) atunci când se sinucid, alcoolismul fiind prezent între 15% și 61% din cazuri. Țările care au mai multe cazuri de alcoolism și o densitate mai mare a barurilor au în general și o rată mai mare a sinuciderilor, acest lucru fiind în primul rând legat de consumul de băuturi spirtoase mai degrabă decât de consumul total de alcool. În jur de 2,2–3,4% din persoanele care au fost tratate pentru alcoolism se sinucid la un moment dat. Alcoolicii care încearcă să se sinucidă sunt de obicei bărbați, mai în vârstă, care au avut astfel de tentative și în trecut. Între 3 și 35% dintre decesele printre consumatorii de heroină sunt cauzate de suicid (de aproximativ 14 mai mult decât cei care nu consumă).
Abuzul de cocaină și metamfetamine are o legătură strânsă cu sinuciderea. În cazul consumatorilor de cocaină, riscul cel mai mare este în perioada de sevraj. Un risc semnificativ prezintă și cei care au utilizat inhalanți, aproximativ 20% având tentative de suicid la un moment dat și peste 65% gândindu-se la acest lucru. Fumatul de țigări este asociat cu riscul de sinucidere. Există puține dovezi privind această asociere; cu toate acestea, s-a vehiculat ideea că cei care sunt predispuși la fumat sunt predispuși și la sinucidere, că fumatul determină probleme de sănătate ce determină ulterior oamenii să-și ia viața și că fumatul afectează chimia creierului, ducând la tendințe suicidare. Totodată, cannabisul nu pare să crească acest risc în mod independent.

### Dependența de jocurile de noroc
Dependența de jocurile de noroc este asociată cu o ideație suicidară și tentative de suicid mai pronunțate față de populația generală. Între 12 și 24% din jucătorii patologici au tentative de suicid. Rata sinuciderii în rândul soțiilor lor este de trei ori mai mare decât aceea a populației generale. Alți factori care cresc riscul în cazul dependenților de jocurile de noroc sunt bolile psihice, abuzul de alcool și drogurile.

### Stări patologice
Există o asociere între tendința de suicid și problemele de sănătate fizică, de exemplu: durerea cronică, traumatismul cranio-cerebral, cancer, hemodializă, HIV, lupus eritematos sistemic, printre altele. Diagnosticul de cancer aproape dublează riscul ulterior de suicid. Prevalența tendințelor crescute de suicid a persistat după ajustarea prin includerea depresiei clinice și a abuzului de alcool. La oamenii care au mai mult de o afecțiune medicală, riscul a fost deosebit de mare. În Japonia, problemele de sănătate sunt catalogate ca fiind principalul motiv de sinucidere.
Tulburările de somn precum insomnia și apneea de somn sunt factori de risc pentru depresie și sinucidere. În unele cazuri, tulburările de somn pot fi un factor de risc independent de depresie. O serie de alte afecțiuni medicale se pot manifesta ca simptome asemănătoare tulburărilor de dispoziție, precum: hipotiroidism, boala Alzheimer, tumoare cerebrală, lupus eritematos sistemic și efecte adverse de la o serie de tratamente medicamentoase  (precum betablocante și steroizi).

### Stări psihosociale
O serie de stări psihologice cresc riscul de suicid, de exemplu: deznădejdea, pierderea plăcerii în viață, depresia și anxietatea. O capacitate scăzută de a rezolva problemele, pierderea capacităților din trecut și controlul slab al impulsurilor joacă, de asemenea, un rol. La adulții mai în vârstă, percepția că sunt o povară pentru ceilalți este importantă.
Probleme de viață recente, cum ar fi pierderea unui membru al familiei sau a unui prieten, pierderea locului de muncă sau izolarea socială (precum traiul de unul singur) cresc riscul. Persoanele care nu s-au căsătorit niciodată prezintă, de asemenea, un risc mai mare. Religiozitatea poate reduce riscul de sinucidere. Acest lucru a fost atribuit poziției negative pe care multe religii o iau împotriva sinuciderii și coeziunii mai largi pe care o poate oferi religia. Musulmanii, dintre persoanele religioase, par să aibă o rată mai scăzută.
Unele persoane se pot sinucide pentru a evita intimidarea sau prejudecata. Abuzul sexual  din copilărie și timpul petrecut în adopție temporară sunt, de asemenea, factori de risc. Se consideră că abuzul sexual contribuie cu 20% la riscul general.
O explicație evoluționistă pentru suicid este că poate îmbunătăți valoarea selectivă inclusivă. Acest lucru poate avea loc dacă persoana care se sinucide nu poate avea mai mulți copii și își privează rudele de resurse rămânând în viață. O obiecție este aceea că decesul adolescenților sănătoși nu este de natură să ducă la creșterea valorii selective inclusive. Adaptarea la un mediu ancestral foarte diferit poate fi dezadaptativă în condițiile actuale.
Sărăcia este asociată cu riscul de suicid. Creșterea sărăciei relative față de cei din jur crește riscul de suicid. Peste 200.000 de fermieri din India au comis suicid din 1997 încoace, o parte din cauza problemelor legate de datorii. În China, probabilitatea de suicid este de trei ori mai mare în zonele rurale decât în cele urbane și se crede că, într-o anumită măsură, acest lucru se întâmplă din cauza dificultăților financiare din zona rurală.
Persoanele care au prezentat un eveniment traumatic și suferă de sindromul de stres posttraumatic (PTSD) pot avea mai multe șanse de a încerca să se sinucidă.

### Mass-media
Mass-media, inclusiv internetul, joacă un rol important. Modul în care aceasta ilustrează sinuciderea poate avea un efect negativ, datorat conținutului substanțial, proeminent și repetitiv, care glorifică sau idealizează sinuciderea, ducând la un impact major. Atunci când se oferă o descriere detaliată despre cum să te sinucizi printr-un anumit mijloc, utilizarea aceastei metode de sinucidere poate crește în rândul populației în ansamblu.
Acest declanșator al contagiunii sinuciderii sau suicidul mimetic este cunoscut ca efectul Werther, după numele protagonistul lui Goethe din Suferințele tânărului Werther, care s-a sinucis. Acest risc este mai mare la adolescenții care ar putea idealiza moartea. Reiese că, în timp ce informațiile din mass-media au un efect semnificativ, acelea din mass-media de divertisment sunt echivoce. Opusul efectului Werther este denumit efectul Papageno, în care relatările din presă despre mecanisme eficiente de a face față pot avea un efect protector. Termenul este bazat pe un personaj din opera Flautul fermecat a lui Mozart, care, temându-se că își pierde iubita, vrea să se sinucidă, dar prietenii îl ajută să își revină. Când mass-media respectă normele de prezentare a faptelor, riscul de suicid poate scădea. Totuși, oținerea susținerii din partea acestui sector poate fi dificilă, mai ales pe termen lung.

### Sinuciderea rațională
Sinuciderea rațională este luarea motivată a propriei vieți, cu toate că unii sunt de părere că sinuciderea nu este niciodată logică. Actul de a-și lua propria viață pentru beneficiul celorlalți este cunoscut sub denumirea de sinucidere altruistă. Un exemplu îl reprezintă o persoană vârstnică care își pune capăt zilelor pentru a lăsa o cantitate de hrană mai mare membrilor mai tineri ai comunității. În unele culturi ale eschimoșilor, acest lucru a fost interpretat ca un act de respect, curaj sau înțelepciune.
Un atac sinucigaș este o acțiune politică prin care un atacator comite acte de violență împotriva altor persoane, fiind conștient că acestea vor duce la propria sa moarte. Câțiva atentatori sinucigași cu bombă au încercat să devină martiri  Misiunile Kamikaze erau îndeplinite ca o datorie pentru o cauză superioară sau obligație morală. Crima–sinucidere este un act de omucidere urmat în decurs de o săptămână de sinuciderea persoanei care a îndeplinit actul. Sinuciderile în masă sunt adeseori efectuate sub presiunea socială, membrii renunțând la propria autonomie în favoarea unui lider. Sinuciderile în masă pot avea loc și cu un număr de doar două persoane, adeseori fiind cunoscute ca pact de sinucidere.
În situații extenuante în care continuarea vieții ar fi intolerabilă, unii oameni folosesc sinuciderea ca modalitate de evadare. Se știe că unii deținuți din lagărele de concentrare naziste s-au sinucis atingând intenționat gardurile electrificate.

## Metode

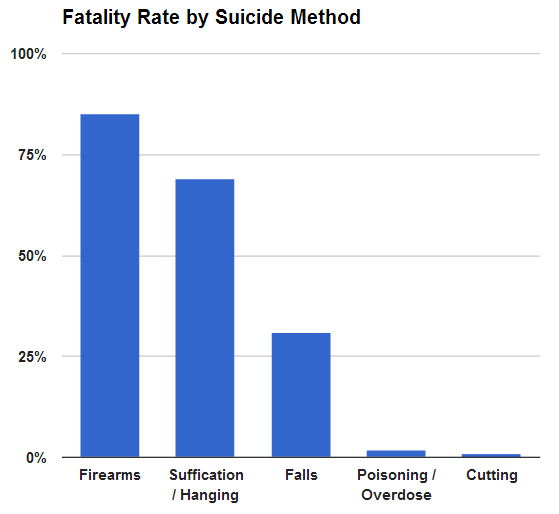
Rata mortalității în funcție de metoda de sinucidere în Statele Unite.

Metodele principale de sinucidere variază în funcție de țară. Principalele metode din diferite regiuni includ spânzurarea, otrăvirea cu pesticide și împușcarea. Alte metode comune de sinucidere includ săritul de la o înălțime mare, supradoza și înecul. Se consideră că aceste diferențe se datorează, în parte, disponibilității diferitelor metode. Potrivit unui studiu realizat în 56 de țări, spânzurarea este cea mai răspândită metodă de sinucidere în majoritatea țărilor, cu o rată de 53% din sinuciderile în rândul persoanelor de sex masculin și 39% din sinuciderile în cazul persoanelor de sex feminin.
La nivel global, 30% din cazurile de suicid sunt provocate de ingerarea de pesticide. Totuși, utilizarea acestei metode variază puternic, de la 4% în Europa la peste 50% în regiunea Pacificului. Metoda este, de asemenea, obișnuită în țările din America Latină datorită accesului ușor la pesticide al populațiilor de fermieri.  În multe țări, supradozele de medicamente provoacă aproximativ 60% din cazurile de suicid în rândul femeilor și 30% în rândul bărbaților. În numeroase cazuri, suicidul prin supradoză nu este planificat sau se produce în timpul unei perioade acute de ambivalență. Rata mortalității variază în funcție de metodă: împușcare 80-90%, înec 65-80%, spânzurare 60-85%, inhalare de gaze de eșapament 40-60%, aruncare de la înălțime 35-60%, asfixiere cu mangal 40-50%, pesticide 6-75%, supradoză de medicamente 1,5-4%. Cel mai obișnuit mod de sinucidere prin aruncarea de la înălțime este defenestrarea, precum a fost cazul procurorului Cristian Panait.
Metodele cel mai adesea încercate diferă de metodele cel mai adesea reușite, până la 85% dintre tentativele de sinucidere din țările dezvoltate fiind prin ingerarea unei supradoze de medicamente.
În Statele Unite, 57% din cazurile de suicid implică utilizarea unei arme de foc, procentajul fiind sensibil mai mare în cazul bărbaților decât al femeilor. A doua cauză a suicidului în rândul bărbaților este spânzurarea, iar în rândul femeilor, otrăvirea. Aceste metode cumulate reprezintă aproximativ 40% din cazurile de suicid în Statele Unite. În Elveția, unde aproape toți locuitorii posedă o armă de foc, cea mai frecventă metodă este sinuciderea prin spânzurare. Sinuciderea prin aruncare de la înălțime este frecventă atât în Hong Kong (50%) cât și în Singapore (80%). În China, ingestia de pesticide reprezintă metoda cea mai frecventă. În Japonia, sinuciderea prin autoeviscerare, cunoscută sub denumirea de seppuku sau harachiri se mai produce și în prezent, însă metoda cea mai frecventă este sinuciderea prin spânzurare.

## Fiziopatologie
Nu se cunoaște fiziopatologia unică ce stă la baza suicidului sau a depresiei. Totuși, se consideră că acestea sunt rezultatul interacțiunii mai multor factori de comportament, mediu social și psihiatric. Profesorul universitar doctor Tudor Udriștoiu, șeful Clinicii de Psihiatrie I a Spitalului de Neuropsihiatrie Craiova spunea că depresia este în creștere la toate categoriile sociale dar, global vorbind, aceasta afectează mai tare categoriile defavorizate.
Nivelul redus al factorului neurotrofic derivat din creier (BDNF) este asociat cu sinuciderea atât în mod direct cât și indirect, prin rolul său în depresia majoră, tulburarea de stres post-traumatic, schizofrenie și tulburarea obsesiv-compulsivă. În cadrul studiilor realizate post-mortem s-a observat un nivel redus de BDNF în hipocampus și cortexul prefrontal în cazul persoanelor cu sau fără tulburări psihiatrice. Se consideră că nivelul de serotonină, un neurotransmițător prezent în creier, este redus în cazul persoanelor care se sinucid. Acest considerent se bazează, într-o anumită măsură, pe dovezile privind nivelul crescut de receptori 5-HT2A observat după deces. Alte dovezi includ un nivel redus de acid 5-hidroxi-indoleacetic, un produs de catabolism al serotoninei, în lichidul cefalorahidian. Totuși, este dificil de obținut dovezi directe. Se presupune că epigenetica, studiul modificărilor expresiei genetice ca răspuns la factorii de mediu care nu afectează ADN-ul de bază, joacă de asemenea un rol în determinarea riscului de sinucidere.

## Prevenția

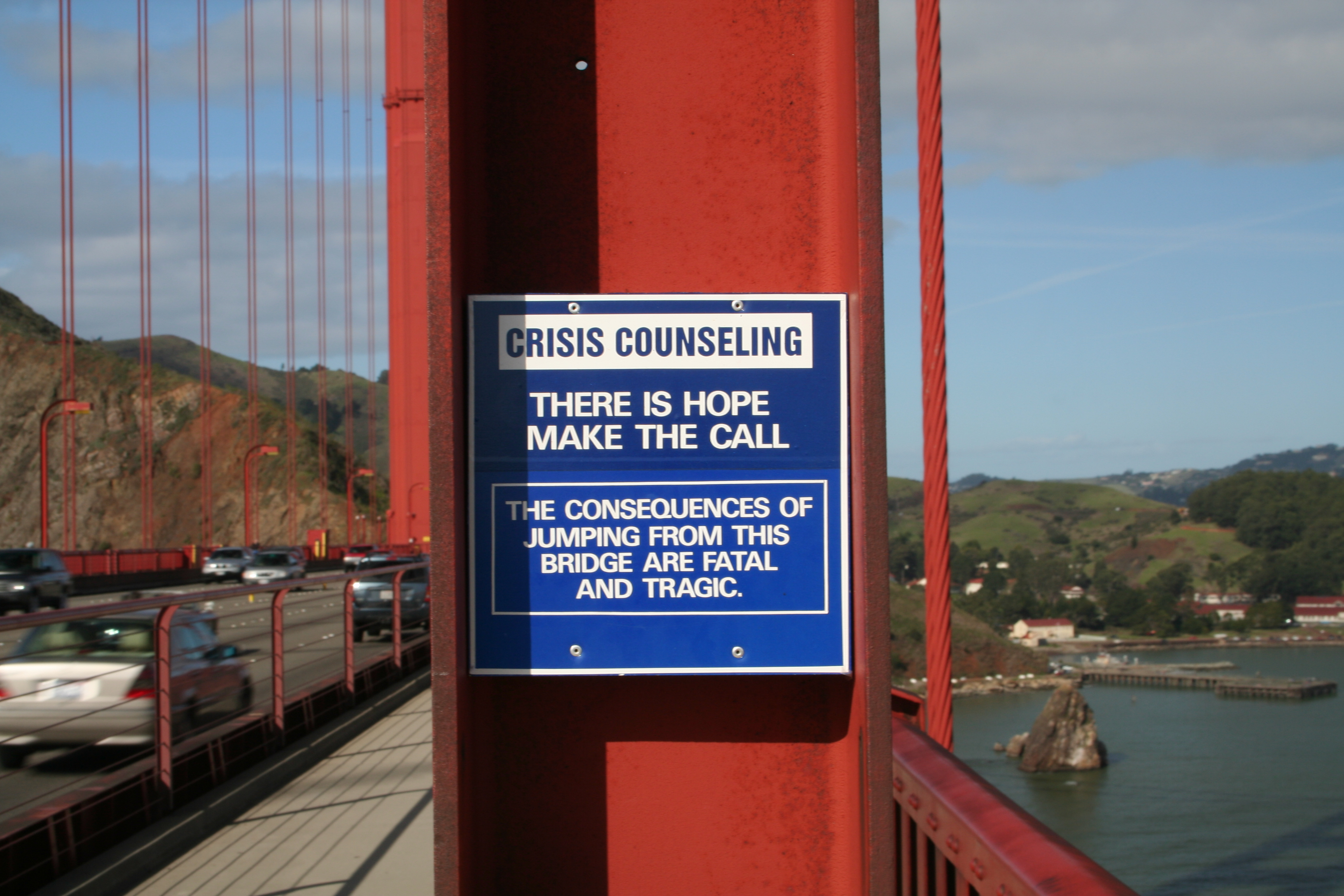
Ca inițiativă de prevenire a actelor sinucigașe, acest simbol promovează un număr de telefon special disponibil de pe podul Golden Gate, care face legătura cu o linie telefonică în caz de criză.

Prevenirea suicidului este un termen utilizat pentru a desemna eforturile colective de a reduce incidența actelor sinucigașe prin măsuri preventive. Reducerea accesului la anumite metode, cum ar fi armele de foc sau substanțele toxice, contribuie la reducerea riscului. Alte măsuri includ reducerea accesului la mangal și instalarea de bariere pe poduri și platformele de metrou. Acordarea de tratament persoanelor dependente de droguri și alcool, persoanelor depresive și persoanelor cu antecedente de suicid poate fi, de asemenea, eficientă. Ca strategie preventivă, s-a propus reducerea accesului la alcool (de exemplu, prin reducerea numărului de baruri). În ciuda numărului mare de linii telefonice în caz de criză, nu există dovezi suficiente pentru a se demonstra eficacitatea acestora. În cazul tinerilor adulți cu antecedente recente de suicid, terapia cognitiv-comportamentală pare să aibă rezultate pozitive. Dezvoltarea economică, prin capacitatea sa de a reduce sărăcia, poate contribui la descreșterea ratelor sinuciderii. Eforturile de creștere a relațiilor sociale, în special în cazul bărbaților în vârstă, pot fi eficiente.

### Examinare
Datele existente privind efectele examinării populației globale cu privire la rata sinuciderii sunt insuficiente. Din cauza numărului ridicat de persoane cu rezultate pozitive la aceste teste care însă nu prezintă risc de suicid, există temeri că examinarea globală ar putea crește considerabil nevoia utilizării resurselor din domeniul sănătății mintale. Totuși, se recomandă examinarea persoanelor cu risc crescut. Adresarea de întrebări referitoare la suicid nu pare să sporească riscul.

### Boli mintale
În cazul persoanelor cu probleme de sănătate mintală, există o serie de tratamente care pot reduce riscul de suicid. Persoanele cu tentative active de sinucidere pot fi internate în centre de psihiatrie, fie voluntar, fie involuntar. De regulă, se elimină obiectele pe care le pot utiliza pentru a se automutila. În unele cazuri, medicii cer pacienților să semneze un contract de prevenire a sinuciderii prin care aceștia sunt de acord să nu își provoace niciun rău odată externați. Totuși, dovezile existente nu indică un efect semnificativ al acestei practici. Dacă o persoană prezintă un risc redus, aceasta poate fi supusă unui tratament în calitate de pacient nespitalizat. Spitalizarea pe termen scurt nu s-a dovedit mai eficientă decât îngrijirea ambulatorie (comunitară) în vederea îmbunătățirii rezultatelor în cazul persoanelor cu tulburare de personalitate borderline („de graniță”) cu risc de sinucidere cronic.
Există dovezi neconfirmate conform cărora psihoterapia, îndeosebi terapia comportamentală dialectică, reduce riscul de sinucidere în rândul adolescenților, precum și în cazul persoanelor cu tulburare de personalitate borderline. Totuși, nu s-au obținut dovezi privind o scădere a numărului de sinucideri efective.
Beneficiile versus dezavantajele antidepresivelor reprezintă un subiect controversat. În cazul persoanelor tinere, antidepresivele de ultimă generație cum sunt inhibitorii SSRI par să crească riscul de sinucidere de la 25 din 1000 la 40 din 1000. Totuși, în cazul persoanelor mai în vârstă, acestea par să scadă riscul. Litiul pare să fie eficient în scăderea riscului în cazul persoanelor cu tulburare bipolară și depresie unipolară la niveluri similare cu cele ale populației obișnuite.

## Epidemiologie
| unknown <3 3–6 6–9 9–12 12–15 15–18 | 18–21 21–24 24–27 27–30 30–33 >33 |

Decese cauzate prin leziuni autoprovocate per 100.000 de locuitori în 2004.
unknown
<3
3–6
6–9
9–12
12–15
15–18
18–21
21–24
24–27
27–30
30–33
>33

Aproximativ 0,5% - 1,4% din oameni se sinucid. La nivel mondial, în 2008/2009, suicidul constituia cea de-a zecea cauză a mortalității din punct de vedere al importanței, cu aproximativ 800.000 - 1.000.000 de decese înregistrate anual, ceea ce înseamnă o rată a mortalității de 11,6 per 100.000 de persoane, anual. Rata sinuciderilor a crescut cu 60% din 1960 până în 2012, valori mai mari înregistrându-se în special în țările în curs de dezvoltare. Fiecărei tentative reușite de sinucidere îi corespund între 10 și 40 de tentative nereușite.
Rata sinuciderilor diferă semnificativ de la o țară la alta, dar și în timp. În 2008, se înregistra următorul procentaj al deceselor: Africa 0,5%, Asia de Sud-Est 1,9%, cele două Americi 1,2% și Europa 1,4%. Ratele înregistrate per 100.000 de locuitori erau: Australia 8,6, Canada 11,1, China 12,7, India 23,2, Regatul Unit 7,6 și Statele Unite 11,4. În 2009, suicidul constituia cea de-a 10-a cea cauză de deces în Statele Unite din punct de vedere al importanței, cu aproximativ 36.000 de cazuri înregistrate anual. La acestea se adaugă și cele 650.000 de persoane care ajung anual la secția de urgență a spitalelor în urma tentativelor de sinucidere. Lituania, Japonia și Ungaria înregistrează cele mai mari rate de suicid. Țările cu cel mai mare număr de sinucideri sunt China și India, cu peste jumătate din totalul înregistrat. În China, suicidul constituie cea de-a cincea cauză de deces din punct de vedere al importanței.

### Diferențe în funcție de sex
| no data < 1 1–5 5–5.8 | 5.8–8.5 8.5–12 12–19 19–22.5 | 22.5–26 26–29.5 29.5–33 33–36.5 | >36.5 |

| no data < 1 1–5 5–5.8 | 5.8–8.5 8.5–12 12–19 19–22.5 | 22.5–26 26–29.5 29.5–33 33–36.5 | >36.5 |

| no data < 1 1–5 5–5.8 | 5.8–8.5 8.5–12 12–19 19–22.5 | 22.5–26 26–29.5 29.5–33 33–36.5 | >36.5 |

În Occident, rata sinuciderilor la bărbați este de 3-4 ori mai mare decât la femei, deși tentativele de suicid în rândul femeilor sunt de patru ori mai numeroase. Acest lucru se datorează faptului că bărbații recurg la mijloace mai letale pentru a-și pune capăt vieții. Diferența este și mai pronunțată la persoanele trecute de 65 de ani, la care rata sinuciderilor este de zece ori mai mare în cazul bărbaților decât în cazul femeilor. China înregistrează una dintre cele mai ridicate rate de suicid în rândul femeilor la nivel mondial, fiind singura țară în care această rată este mai mare decât în cazul bărbaților (raport de 0,9). În zona Mediteranei de Est se înregistrează o rată a sinuciderilor aproape egală la bărbați și la femei. În cazul femeilor, cea mai ridicată rată a sinuciderilor este semnalată în Coreea de Sud, cu 22 de cazuri la 100.000 de locuitori, rate ridicate fiind raportate și în Asia de Sud-Est și Pacificul de Vest, în general.

### Vârsta
În multe țări, rata sinuciderilor este mai ridicată la persoanele de vârstă mijlocie sau la cele în vârstă. Cu toate acestea, cele mai multe sinucideri se înregistrează între 15 și 29 de ani, datorită numărului mai mare de persoane care aparțin acestei categorii de vârstă. În Statele Unite, cazurile de suicid sunt mai numeroase la bărbații albi caucazieni de peste 80 de ani, deși tentativele de sinucidere sunt mai numeroase în cazul tinerilor. Suicidul reprezintă cea de-a doua cea mai frecventă cauză de deces la adolescenți, iar la bărbații tineri, reprezintă cea de-a doua cauză după moartea accidentală. La bărbații tineri din țările dezvoltate, sinuciderea constituie cauza a 30% din numărul deceselor. Valori similare se înregistrează și în țările în curs de dezvoltare, deși proporția este mai mică în raport cu numărul total de decese, din cauza deceselor survenite ca urmare a altor tipuri de traumatisme. În Asia de Sud-Est, spre deosebire de alte zone ale lumii, rata deceselor prin sinucidere este mai ridicată la femeile tinere decât la cele în vârstă.

## Istoric

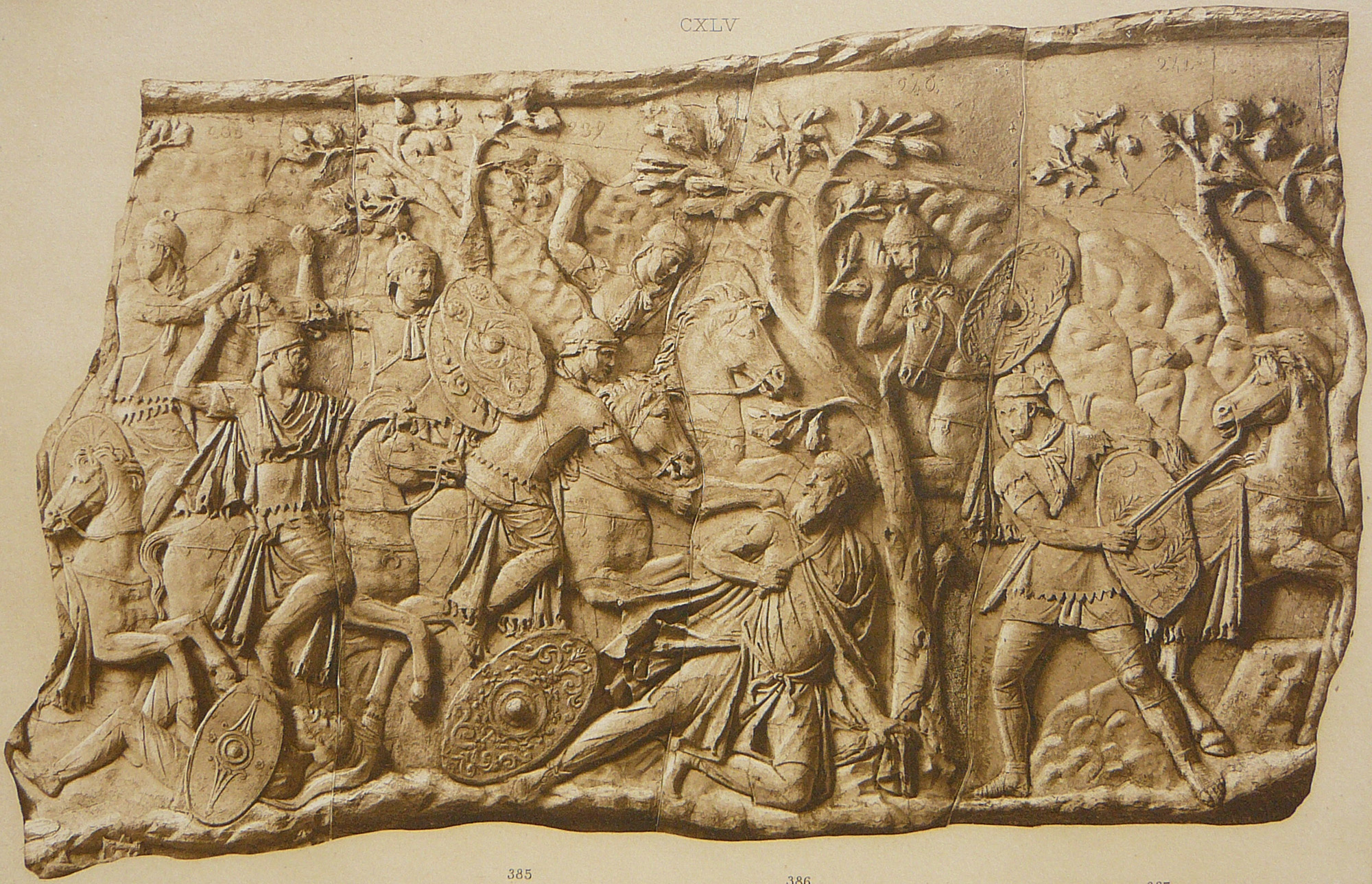
Sinuciderea lui Decebal, reprezentată pe Columna lui Traian

În Atena antică, o persoană care se sinucidea fără acordul statului nu avea parte de o înmormântare normală. Persoana respectivă era înmormântată izolat, la periferia orașului, fără niciun fel de piatră sau monument funerar. În Grecia antică și Roma, suicidul era considerat o soluție acceptabilă după o înfrângere militară. În Roma antică, deși inițial a fost permis, suicidul a ajuns ulterior să fie considerat crimă împotriva statului, din cauza costurilor economice pe care le implica. Un decret penal emis de Ludovic al XIV-lea al Franței în 1670 prevedea pedepse cu mult mai severe: corpul neînsuflețit era târât pe străzi, cu fața în jos, iar apoi spânzurat sau aruncat la groapa de gunoi. În plus, toate bunurile persoanei respective erau confiscate. În trecut, biserica creștină excomunica persoanele care încercaseră să se sinucidă, în timp ce sinucigașii erau înmormântați în afara cimitirelor. La sfârșitul secolului al XIX-lea, în Marea Britanie, tentativa de suicid era considerată echivalentul crimei cu premeditare și putea fi pedepsită cu spânzurătoarea. În Europa secolului al XIX-lea, nu s-a mai crezut că suicidul este provocat de păcat, ci de nebunie.

## Societate și cultură

### Legislație

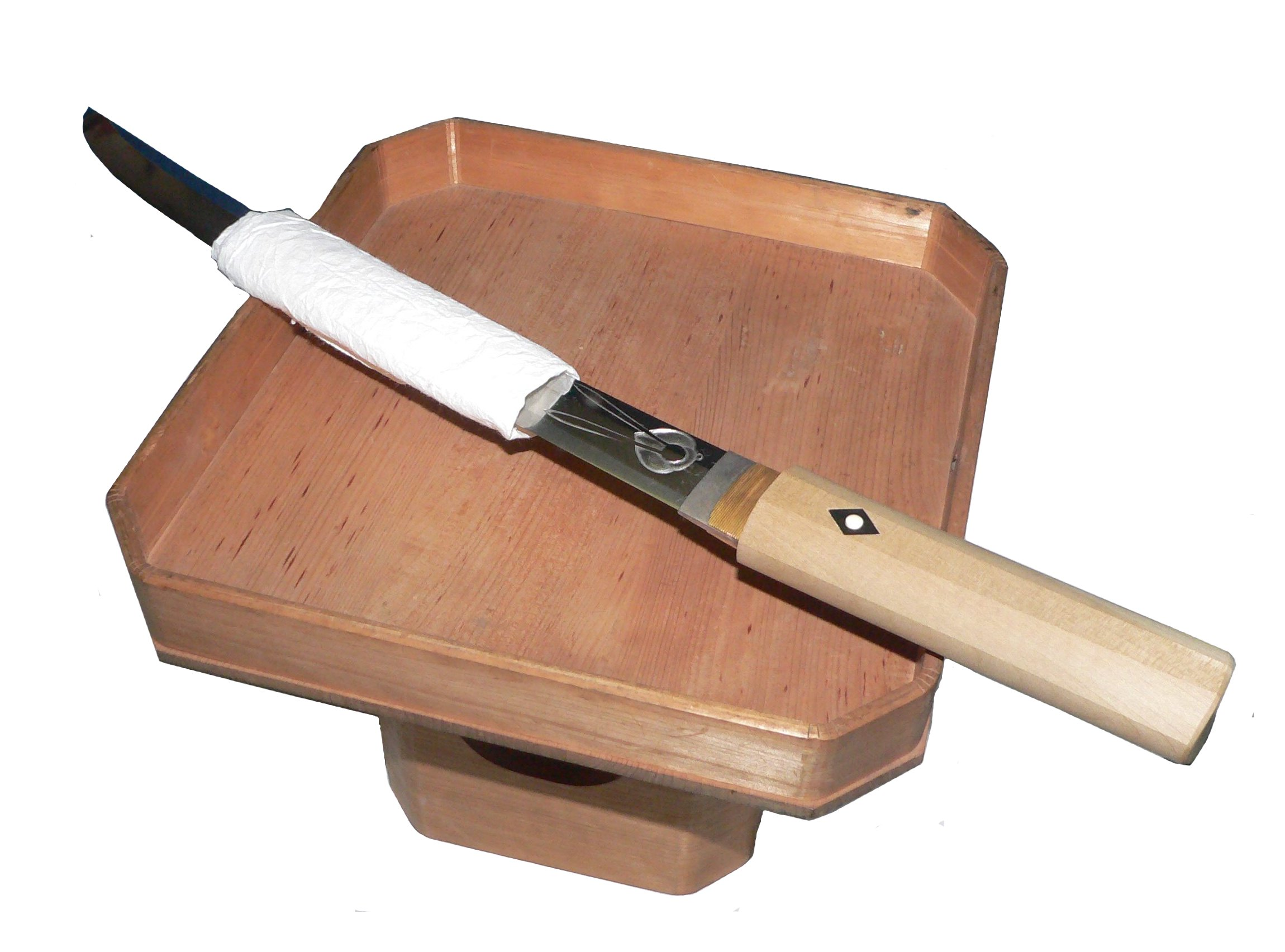
Pumnal tantō pregătit pentru seppuku.

În majoritatea țărilor occidentale, suicidul nu mai este considerat crimă, așa cum s-a întâmplat în cele mai multe dintre țările vest-europene, din Evul Mediu și până în anii 1800, cel puțin. În multe țări islamice, suicidul este considerat infracțiune.
În Australia, suicidul nu este considerat infracțiune. Cu toate acestea, îndemnarea, incitarea, încurajarea sau instigarea unei alte persoane la suicid sunt considerate infracțiuni, iar legea permite în mod explicit oricărei persoane să utilizeze „forța necesară” pentru a împiedica o altă persoană să se sinucidă. Pentru o perioadă scurtă, între 1996 și 1997, sinuciderea asistată a fost legală în Teritoriul de Nord al Australiei.
În prezent, nicio țară din Europa nu consideră suicidul sau tentativa de suicid infracțiune. În Anglia și Țara Galilor, suicidul a încetat să mai fie considerat infracțiune în baza Suicide Act 1961, iar în Republica Irlanda în 1993. Verbul „a comite” era folosit pentru a arăta că sinuciderea era ilegală, dar multe organizații s-au opus utilizării acestui termen din cauza conotațiilor sale negative.
În India, suicidul este ilegal, iar familia persoanei care se sinucide poate întâmpina probleme de natură legală. În Germania, eutanasia este ilegală, iar persoana care asistă la o sinucidere poate fi chemată în judecată pentru că nu a reușit să ofere ajutor într-o situație de urgență. Elveția a luat recent măsuri pentru legalizarea sinuciderii asistate pentru bolnavii psihici cronici. Tribunalul din Lausanne, printr-o hotărâre judecătorească din 2006, a permis unei persoane, rămasă anonimă, care suferea de mult timp de o afecțiune psihică gravă, să își pună capăt vieții.
În Statele Unite, suicidul nu este ilegal, dar persoanele care încearcă să se sinucidă pot fi pedepsite. Sinuciderea asistată medical este legală în Oregon și Washington.

### Perspectiva religioasă

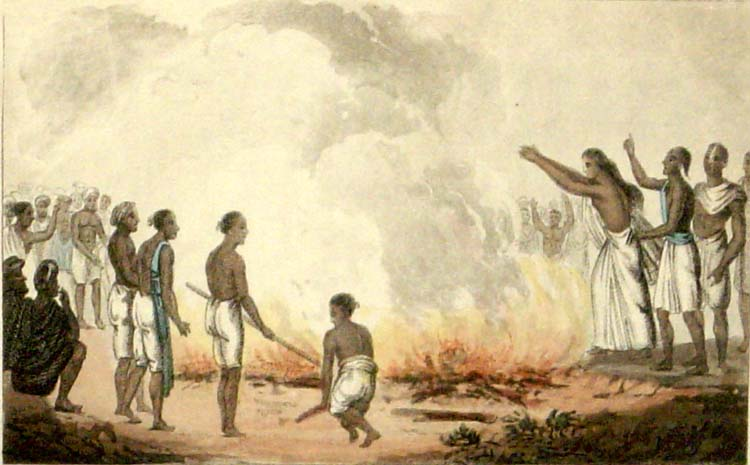
O văduvă hindusă care își dă foc împreună cu soțul său, decedat; anii 1820.

În majoritatea formelor de creștinism, sinuciderea este considerată un păcat, în special datorită scrierilor gânditorilor creștini importanți din Evul Mediu, precum Sfântul Augustin și Sfântul Toma din Aquino; pe de altă parte, suicidul nu era considerat un păcat în perioada bizantină, atunci când a apărut Codul lui Iustinian. În doctrina catolică, raționamentul se bazează pe porunca „Să nu ucizi” (reiterată de Isus prin Noul Testament în Matei 19:18), precum și pe ideea că viața este un dar de la Dumnezeu, care nu trebuie nesocotit, și că sinuciderea contravine „ordinii naturale” și zădărnicește lucrarea lui Dumnezeu.
Totuși, se consideră că afecțiunile psihice sau frica excesivă de suferință diminuează responsabilitatea unei persoane care comite un act sinucigaș. Printre argumente se numără următoarele: faptul că o traducere mai exactă a celei de a șasea porunci este „să nu ucizi”, fără a se aplica în mod necesar propriei persoane; concepția conform căreia Dumnezeu a dat oamenilor liberul arbitru; ideea că luarea propriei vieți nu încalcă Legea lui Dumnezeu într-o măsură mai mare decât vindecarea unei boli; și faptul că Biblia menționează numeroase sinucideri comise de credincioși, fără repercusiuni grave.
Iudaismul se axează pe importanța valorificării acestei vieți și, prin urmare, suicidul este echivalent cu negarea naturii divine a lui Dumnezeu. În ciuda acestei credințe, în situații extreme în care singurele soluții aparente erau fie de a fi omorâți, fie forțați să își trădeze religia, evreii au recurs la suicidul individual sau la suicidul colectiv (vedeți șiː Masada, Prima persecuție a evreilor de către francezi și Castelul York pentru exemple), iar ca amintire sumbră a tragediei, liturghia iudaică conține o rugăciune pentru cei care pier „în numele Domnului”, cu „cuțitul la gât” (vedeți șiː Martiriul). Aceste acte au provocat reacții împărțite din partea autorităților evreiești, fiind privite de unii ca exemple de patimi eroice, în timp ce alții consideră greșită luarea propriei vieții în anticiparea martiriului.
Suicidul nu este permis în islamism. În hinduism, suicidul nu este acceptat, fiind considerat în societatea hindusă contemporană un păcat echivalent cu omorul. Scripturile hinduse menționează că o persoană care se sinucide intră în lumea spiritelor, bântuind pământul până în momentul în care ar fi murit de moarte naturală, dacă nu ar fi comis suicidul. Totuși, hinduismul acceptă dreptul unei persoane de a-și lua propria viață prin practica non-violentă a sinuciderii prin post, cunoscută sub denumirea de Prayopavesa. Prayopavesa este însă strict limitată la persoanele care nu mai au nicio dorință sau ambiție și nicio responsabilitate în această lume. Jainismul are o practică similară denumită Santhara. Sati, sau autoimolația văduvelor era o practică foarte răspândită în societatea hindusă în Evul Mediu.

### Filosofie

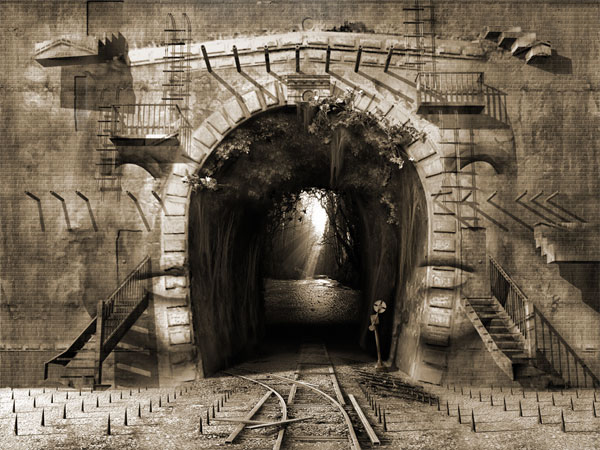
Calea spre ieșire, sau ideația suicidară, George Grie, 2007.

Filosofia suicidului ridică o serie de întrebări, inclusiv ce anume constituie suicid, dacă suicidul poate reprezenta o alegere rațională, precum și întrebări legate de permisivitatea morală a suicidului. Argumentele filosofice privind acceptabilitatea morală a suicidului variază de la opoziție puternică (suicidul fiind considerat ca neetic și imoral) la percepția conform căreia suicidul este un drept sacrosanct al oricărei persoane (chiar și al persoanelor tinere și sănătoase) care decide în mod rațional și conștient să își ia viața.
Printre opozanții suicidului se numără filosofi creștini, cum sunt Sfântul Augustin și Toma din Aquino, Immanuel Kant și, discutabil, John Stuart Mill – accentul lui Mill pe importanța libertății și autonomiei indică faptul că acesta respinge alegerile care ar împiedica o persoană să ia decizii viitoare autonome. Alții consideră suicidul o alegere legitimă, personală. Partizanii acestei idei susțin că nimeni nu trebuie forțat să sufere împotriva propriei voințe, îndeosebi în cazuri de boli incurabile, afecțiuni psihice sau bătrânețe, pentru care nu există vreo posibilitate de ameliorare. Aceștia resping ideea potrivit căreia suicidul este întotdeauna irațional, argumentând că actul poate fi o soluție de ultimă instanță pentru persoanele care suferă dureri extreme sau traume. O abordare mai puternică susține ideea conform căreia oamenii trebuie să aibă dreptul de a alege să moară, în mod autonom, indiferent dacă suferă sau nu. Printre partizanii de seamă ai acestei școli de gândire se numără filosoful scoțian David Hume, adept al empirismului, și americanul Jacob Appel, un adept al bioeticii.

### Susținere

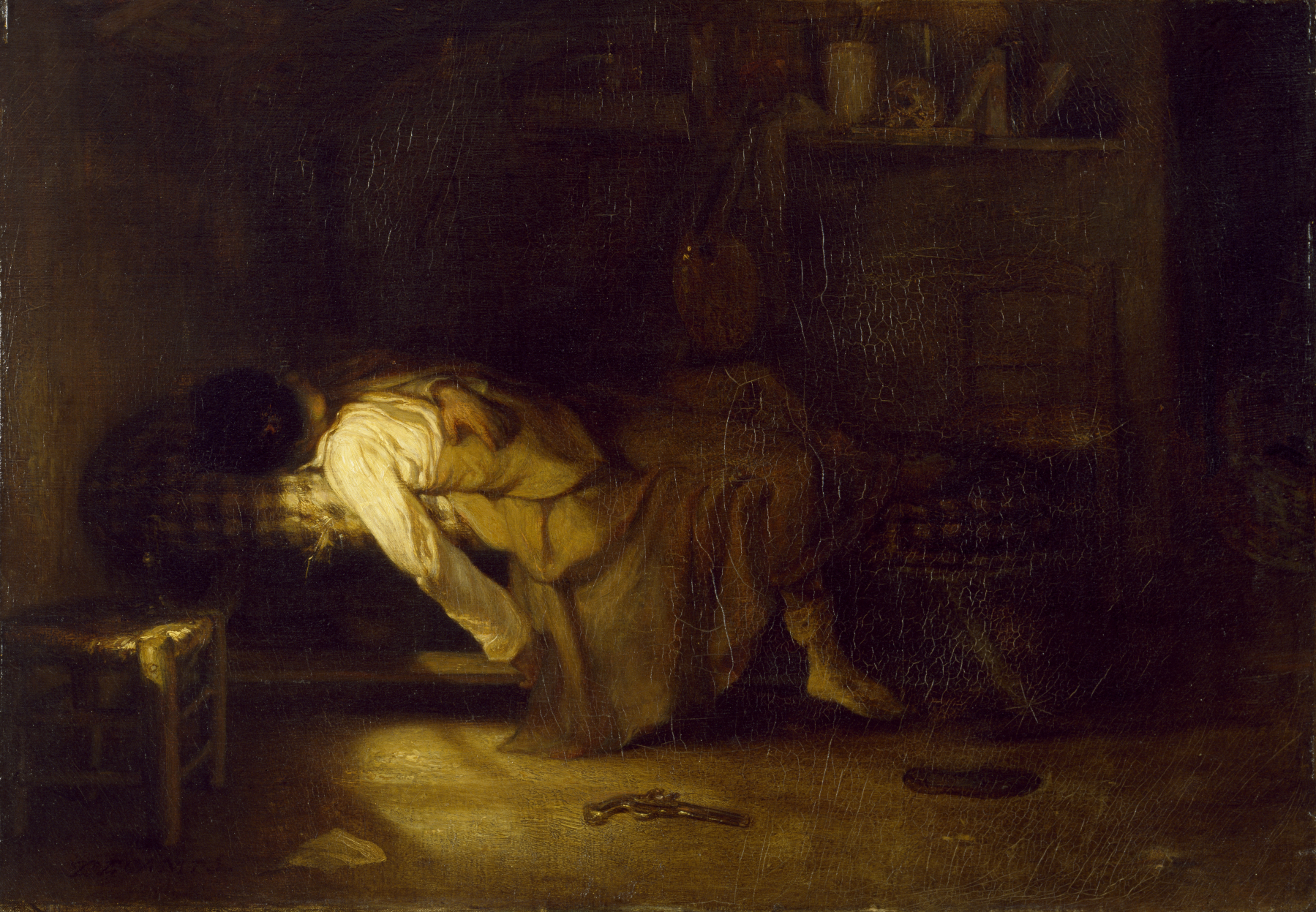
În această pictură de Alexandre-Gabriel Decamps, paleta, pistolul și biletul de adio de pe podea sugerează că tragicul eveniment tocmai s-a produs: un artist și-a luat viața.

Suicidul este un act susținut în numeroase culturi și subculturi. În timpul celui de-al doilea război mondial, armata japoneză încuraja și glorifica atacurile kamikaze, care erau atacuri sinucigașe comise de aviatorii militari din Imperiul Japonez împotriva navelor aliate în etapele finale ale campaniei din Pacific. Societatea japoneză în ansamblu este descrisă ca fiind „tolerantă” față de suicid (vedeți șiː Suicidul în Japonia).
Căutările de informații pe Internet referitoare la suicid scot la iveală pagini care încurajează sau facilitează tentativele de suicid în 10-30% din cazuri. Există o anumită îngrijorare că site-urile de acest gen pot stimula persoanele predispuse să se sinucidă. Unele persoane încheie pacte de sinucidere online, fie cu prieteni existenți, fie cu persoane pe care le-au întâlnit de curând în camere de chat sau pe forumuri. Totuși, Internetul poate contribui la prevenirea suicidului, oferind un grup social persoanelor izolate.

### Locuri
Câteva obiective de pe glob au devenit cunoscute pentru numărul ridicat de cazuri de tentative de suicid. Printre acestea se numără podul Golden Gate din San Francisco, pădurea Aokigahara din Japonia, stânca Beachy Head din Anglia și viaductul Bloor Street din Toronto.
Începând din anul construcției podului Golden Gate, 1937, până în anul 2010, peste 1.300 de persoane s-au sinucis sărind de pe acesta. Numeroase puncte cunoscute pentru frecvența ridicată a actelor sinucigașe au fost prevăzute cu bariere de protecție. Printre acestea se numără sistemul Luminous Veil din Toronto și barierele din vârful Turnului Eiffel din Paris și Empire State Building din New York. În anul 2011, s-a construit o barieră de-a lungul podului Golden Gate. Se pare că barierele sunt, în general, foarte eficiente.

## Alte specii
Deoarece suicidul presupune o încercare voită de a muri, unii consideră că nu poate fi întâlnit în cazul altor specii animale. Comportamentul sinucigaș a fost observat în cazul salmonelei în încercarea de a lupta cu bacteriile concurente prin declanșarea unui răspuns al sistemului imunitar împotriva acestora. De asemenea, s-a observat comportamentul sinucigaș în scop de apărare al furnicilor lucrătoare din specia Forelius pusillus din Brazilia, în care un grup de furnici părăsește siguranța cuibului pentru a-l sigila din exterior în fiecare seară.
Afidele, dacă sunt amenințate de o buburuză, își pot provoca explozia propriului corp, protejându-și semenii și uneori chiar omorând buburuza. Unele specii de termite sunt protejate de „soldați” care explodează, împrăștiind asupra inamicilor o substanță lipicioasă.
Unele anecdote menționează acte de suicid comise de câini, cai și delfini, însă nu există dovezi concludente în acest sens. Studiile științifice asupra comportamentului sinucigaș al animalelor sunt limitate.

## Cazuri renumite
Un exemplu notoriu este sinuciderea în masă din Jonestown din anul 1978, în care 918 membri ai Templului Popoarelor, o sectă americană condusă de Jim Jones, și-au luat viața după ce au consumat băuturi Flavor Aid otrăvite cu cianură. Peste 10.000 de civili japonezi s-au sinucis în ultimele zile ale Bătăliei de la Saipan din 1944, dintre care unii au sărit de pe „Stânca Sinuciderii” și de pe „Stânca Banzai”.
Grevele foamei din 1981, conduse de Bobby Sands, s-au soldat cu 10 morți. Cauza morții a fost înregistrată de către medicul legist ca „inaniție autoimpusă”, nu suicid; aceasta a fost ulterior modificată în „inaniție” pe certificatele de naștere, în urma protestelor familiilor greviștilor. În timpul celui de-al doilea război mondial, s-a descoperit că Erwin Rommel avea cunoștință despre atentatul de la 20 iulie asupra lui Hitler și a fost amenințat cu judecata publică, execuția și represaliile asupra familiei sale dacă nu își va lua viața.

## Sinuciderea și Codul penal
Art. 179 din Codul penal al României reglementează infracțiunea de determinare sau înlesnire a sinuciderii: 
- Fapta de a determina sau de a înlesni sinuciderea unei persoane, dacă sinuciderea sau încercarea de sinucidere a avut loc, se pedepsește cu închisoare de la 2 la 7 ani.
- Când fapta prevăzută în alineatul precedent s-a săvârșit față de un minor sau față de o persoană care nu era în stare să-și dea seama de fapta sa, ori nu putea fi stăpână pe actele sale, pedeapsa este închisoarea de la 3 la 10 ani.